# Działko NR-30
NR-30 (ros. НР–30 od Nudelman-Richter) – radzieckie automatyczne działko lotnicze kalibru 30 mm, szeroko używane jako uzbrojenie strzeleckie samolotów radzieckich i państw Układu Warszawskiego. 

## Historia
Działko zostało skonstruowane przez A. E. Nudelmana i A.A. Richtera jako powiększona wersja działka NR-23 zostało wprowadzone do uzbrojenia w 1954 roku. 
Działko NR-30 i jego nabój zostały opracowane w biurze OKB-16 A. Nudelmana i A. Richtera na zamówienie lotnictwa ZSRR, które wybrało kaliber 30 mm jako pośredni między używanymi dotychczas działkami lotniczymi 23 mm i 37 mm, optymalny pod względem masy pocisku, szybkostrzelności i umiarkowanej masy broni. W 1952 roku konstruktorzy uzyskali świadectwo ochronne. W konkursie uczestniczyły jeszcze działka konstrukcji Szpitalnego i Wołkowa, lecz NR-30 zostało uznane za najlepsze i wprowadzone do produkcji w 1954 roku w zakładzie nr 2 im. Diegtiariowa w Kowrowie, zastępując w ciągu dwóch lat w produkcji NR-23. Produkcja dochodziła do ok. 2000 działek rocznie. W 1967 roku konstruktorzy otrzymali za konstrukcję działka nagrodę państwową.
NR-30 było jednolufowym działkiem kalibru 30 mm przeładowywanym energią gazów prochowych. Mechanicznie konstrukcja ta była identyczna z wcześniejszym NR-23, ale została przeskalowana do kalibru 30 mm. Wzrosła przy tym szybkostrzelność, a produkcja została uproszczona. Działko strzelało dwa razy cięższymi pociskami niż NR-23, a siła ognia i potężny odrzut wymagały zastosowania hamulca wylotowego ze zintegrowanym tłumikiem płomieni w celu uchronienia struktury kadłuba przed gorącymi gazami wylotowymi. Masa serii sekundowej działka NR-30 była 2,2 raz większa niż NR-23 (23 mm) i 1,5 raza większa niż N-37 (37 mm). 
NR-30 stanowiło uzbrojenie strzeleckie samolotów MiG-19, niektórych modeli MiG-21 (F), Su-7 i Su-17. Własnej wersji działka używało również lotnictwo Chińskiej Republiki Ludowej jako uzbrojenia samolotów będących kopią radzieckiego MiGa-19. Samoloty chińskie wyposażono w działko krajowej produkcji, które było kopią radzieckiego, oznaczone jako Typ-30. Odrobinę różniło się ono od pierwowzoru, ale zasada działania pozostała ta sama.
Chociaż relatywnie niska szybkostrzelność działka czyniła je odpowiedniejszym do atakowania celów naziemnych, to sprawdzało się ono także jako broń do walk powietrznych, łącząc w sobie wysoką skuteczność i dużą siłę niszczącą pocisków.
Planowano instalowanie działek tego typu na bojowych stacjach kosmicznych Ałmaz.